# Alemacris tolima
Alemacris tolima är en insektsart som beskrevs av Christiane Amédégnato och Marius Descamps 1979. Alemacris tolima ingår i släktet Alemacris och familjen gräshoppor. Inga underarter finns listade i Catalogue of Life.